# Emosi Baleinuku
Emosi Baleinuku (2 aprile 1975) è un ex calciatore figiano, di ruolo difensore.

## Carriera

### Club
Ha giocato tutta la carriera nel campionato figiano.

### Nazionale
Ha debuttato in Nazionale nel 1997. Ha partecipato, con la Nazionale, alla Coppa delle nazioni oceaniane 2004.